# Török József (közgazdász)
Török József (1982. február 2. –) magyar közgazdász, befektető, EU-s finanszírozási szakértő, valamint a kockázati tőke iparág területén egyszerre rendelkezik tőkebefektetői, vállalkozói, közigazgatási és szabályozási tapasztalattal.
Vezető szerepe volt a 2010-es évek első felében legaktívabb magyarországi tőkealap-kezelő (Széchenyi Tőkealap-kezelő Zrt.) piaci bevezetésében, ahol több mint két tucat startup vállalkozásba történő sikeres tőkebefektetést irányított üzletfejlesztési és startup igazgatóként 2011-2020 között. 
2020-tól a Magyar Fejlesztési Bank csoport leányvállalataiban technológiai fókuszú tőkealap létrehozásában vesz részt. 2021 októberétől a környezeti fenntarthatóságra fókuszáló Kék Bolygó Klímavédelmi Tőkealap befektetési igazgatója.
Külsős szakértőként a 2021-től kezdődő európai uniós költségvetési ciklus pénzügyi megalapozásának kidolgozásában aktívan támogatja az Európai Bizottság erre a célra létrehozott munkacsoportjának munkáját. Emellett 2013-tól a Széchenyi István Szakkollégium Alapítvány kuratóriumának elnöke, valamint a Magyar Kockázati- és Magántőke Egyesület (HVCA) Etikai Bizottságának korábbi elnöke (2017-2020), a Magyar Üzleti Angyal Egyesület (HunBAN) alapítója és board tagja.

## Tanulmányai
2000-ben, az ózdi József Attila Gimnázium matematika-angol tagozatán érettségizett, majd 2005-ben okleveles közgazdász diplomát szerzett a Budapesti Corvinus Egyetemen. 2002 és 2005 között az 1987-ben alapított Széchenyi István Szakkollégium aktív, ezt követően végzett tagja. 2006 és 2009 között a Pécsi Tudományegyetem Regionális Politika és Gazdaságtan Doktori Iskolájának hallgatója (fokozatot nem szerzett).
2000-2003 között a Studium Generale diákszervezet matematika szekciójának tagja. 2001-ben alapító tagja az azóta megszűnt Európai Unió Munkacsoport Közhasznú Egyesületnek, amelynek célja volt a hazai társadalom felkészítése az EU-csatlakozásra. E munka keretében társszerzője a 2003-ban megjelent Belépődíj: A magyar EU-csatlakozás kérdései és válaszai c. könyvnek.
2014/2015-ben a Kürt Akadémia Agilis vezetői képzés hallgatója. 2018-ban a Spark Institute at IBS szervezésében mesterséges intelligencián és adatokon alapuló stratégiát és vezetésszervezést tanult.

## Szakmai tevékenysége
Pályafutását 2003-ban, a PricewaterhouseCoopers Tanácsadó Kft.-nél, az EU-s szolgáltatásokkal foglalkozó csoportnál kezdte gyakornokként. Munkája során több, az EU-s források intézményrendszeréhez kötődő eljárásrend, értékelés (CBA, ex ante, mid-term, ex post), illetve hazai és nemzetközi vállalati és infrastruktúrafejlesztési projekt előkészítésében és végrehajtásában vett részt. Állami, önkormányzati és privát ügyfeleknek nyújtott intézményépítési, finanszírozási és pályázati tanácsadást.
2006-ban alapította meg és 2009-ig vezette a Private Equity Kft.-t, amely vállalkozások számára nyújtott forrásbevonáshoz kapcsolódó tanácsadást és projektmenedzsmentet. Emellett megbízással részt vett több magyar és felvidéki város Integrált Városfejlesztési Stratégiájának elkészítésében, illetve városrehabilitációs programjának végrehajtásában.
2009 és 2011 között a Nemzeti Fejlesztési Ügynökség Regionális Operatív Programok (ROP) Irányító Hatóságánál a Széchenyi Tőkebefektetési Alap program előkészítéséért felelt. Munkája elsősorban a ROP-ban elindítandó kockázati tőkeprogram (mint pénzügyi eszköz) felállítása volt. A feladat két okból volt kihívás: egyfelől a 2007-2013-as programozási időszakban addig nem volt példa hazai kezdeményezésű pénzügyi eszköz program létrehozására és az EU Bizottság általi elfogadására, másfelől államigazgatási keretek között kellett létrehozni egy állami tulajdonú alapkezelő által vezetett, ugyanakkor piackonform kockázatitőke-programot. Emellett a módszertani osztály munkatársaként részt vett számos szabályozási, versenyjogi feladat megoldásában, illetve a ROP gazdaságfejlesztési prioritás által támogatott projektek szabályosságának ellenőrzésében.
2011 márciusában üzletfejlesztési igazgatóként csatlakozott az akkor indult Széchenyi Tőkealap-kezelő Zrt.-hez, amely 2011 és 2016 között a hazai kockázatitőke-piac legnagyobb hazai cégportfólióját építette fel. Sokrétű feladatai közé tartozott az Alapkezelő és a Széchenyi Tőkebefektetési Alap akvizíciójának és professzionális kommunikációjának felépítése, illetve a versenyjogi és állami támogatási szempontok szerinti megfelelő működés és adminisztráció kialakítása. Az Alapkezelőnél két tucat startup vállalkozásba történő befektetést (és exitet) irányított, valamint aktív alakítója volt a Széchenyi Tőkebefektetési Alap piaci bevezetésének. Vezetője volt az Európai Bizottság Versenyjogi Főigazgatóságával (DG Competition) való egyeztetéseknek, amelynek eredményeként a Széchenyi Tőkebefektetési Alap program egyedi bizottsági engedélyt szerzett.
2013-ban feladatköre a startup befektetések végrehajtásával bővült, amely során az akvizíciótól az exitig ellátta a befektetések menedzselését. 2016-tól kezdve vezető szerepe volt a Széchenyi Tőkealap-kezelő Zrt. újabb tőkealapjainak (Irinyi II. Kockázati Tőkealap, Kárpát-medencei Vállalkozásfejlesztési Kockázati Tőkealap, Nemzeti Tőzsdefejlesztési Alap, Kék Bolygó Klímavédelmi Alap) előkészítésében és megvalósításában. Munkája keretében több tucat szakmai konferencián tartott előadást kockázati tőkéhez kapcsolódó témákban.
2020 első negyedévétől a Magyar Fejlesztési Bank csoport leányvállalatainál iparági fókuszú technológiai tőkealap létrehozásában vesz részt, 2020 március-május között az MFB Invest Tőkealap-kezelő Zrt. ügyvezető igazgatójaként, 2020 júniusától a Hiventures Zrt. vezérigazgatói tanácsadójaként. 2020 októbere és a 2021 október között a Divat & Design Tőkealap vezetője. 
2021 októberétől a környezeti fenntarthatóságra fókuszáló iparági tőkealap, a Kék Bolygó Klímavédelmi Tőkealap befektetési igazgatója. A 10,5 milliárd Ft jegyzett tőkéjű alap a zöld energia, zöld közlekedés, körforgásos gazdaság, vízvédelem, agrár- és élelmiszerinnováció területén keresi a korai fázisú befektetési lehetőségeket.
2015-2019. között egyéni szakértőként részt vett az Európai Bizottság Regionális Főigazgatósága mellett működő fi-compass expert group munkájában. A munkacsoport célja, hogy a 2021-től kezdődő európai uniós költségvetési ciklus pénzügyi eszközeinek megalapozását segítse. A munkacsoportban való részvételre történő kiválasztásnál szempont volt, hogy mind piaci, mind szabályozói tapasztalata van.
2017 áprilisától 2020 áprilisáig a Magyar Kockázati- és Magántőke Egyesület (HVCA) Etikai Bizottságának elnöke volt, 2017-ben alapító tagja a Magyar Üzleti Angyal Egyesületnek (HunBAN), amelynek 2019-től board tagja.
Erősségei közé tartozik, hogy számos iparágban rálátása van az induló vállalkozásoktól a beszállító cégekig terjedő vállalatok finanszírozási, menedzsmenti és piaci kihívásaira. Jelentős tapasztalattal bír az EU forrásokhoz kapcsolódó versenyjogi és állami támogatási (state aid) szabályrendszerben, az EU támogatásokban egyre inkább meghatározó pénzügyi eszközök bevezetésében és alkalmazásában. Egyszerre látja a szabályozási oldal működését és kockázati tőke piaci logikáját.

## Családi állapot, érdeklődés
Házas, három gyermek édesapja. Szabadidejében fut és (teljesítmény)túrázik, többszörös félmaraton, Mátrabérc és egyszeres Kinizsi100 teljesítő, az Országos Kéktúra lelkes túrázója. Érdeklődési körébe tartozik a pszichológia és menedzsment, illetve a digitális transzformáció.

## Publikációk
- Can technology bring lawyers into the 21st Century?
- Nem „birtokolni” akarom a jogászt, hanem használni (Hozzáférés: 2016. október 28.)
- Ritter Marianna, Török József, Pongrácz Ferenc: Hogyan használható a mesterséges intelligencia, az innovációmenedzsmentben a Negyedik Ipari Forradalomban a kis-és középvállalkozások növekedési pályára állításában? in Logisztika Informatika Menedzsment Archiválva 2018. március 10-i dátummal a Wayback Machine-ben 2016/1. ISSN 2498-9037
- Ritter Marianna, Török József, Pongrácz Ferenc: How to apply Artificial Intlligence in Innovation Management to support the growth of small and medium businesses in the area of industry 4.0? in Logisztika Informatika Menedzsment Archiválva 2018. március 10-i dátummal a Wayback Machine-ben 2016/1. ISSN 2498-9037